# Àcid traumàtic
L'àcid traumàtic, de nom sistemàtic àcid (E)-dodec-2-endioic, és un àcid dicarboxílic de cadena lineal amb dotze àtoms de carboni, amb un doble enllaç en disposició trans al carboni 2, la qual fórmula molecular és {\displaystyle {\ce {C12H20O4}}}. En bioquímica és considerat un àcid gras.

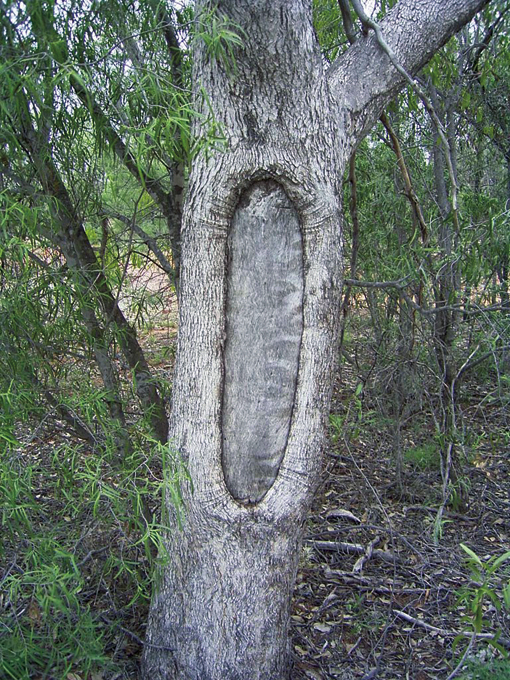
Ferida curada d'un arbre

A temperatura ambient és un sòlid el qual punt de fusió és 165,5 °C. Fou identificat per primera vegada el 1937 pel químic orgànic estatunidenc James English Jr. i pel biòleg molecular estatunidenc James Frederick Bonner (1910-1996), anomenant-lo traumatina. Posteriorment el 1939 el mateixos autors i el químic neerlandès Arie Jan Haagen-Smit (1900-1977) el 1939 l'aïllaren i en determinaren la seva estructura, anomenant-lo àcid traumàtic.
L'àcid traumàtic és un potent agent de cicatrització de ferides a les plantes ("hormona de les ferides") que estimula la divisió cel·lular prop de les ferides per formar un call protector i per curar el teixit danyat. També pot actuar com una hormona de creixement, especialment en plantes inferiors (per exemple, algues).